# Acido arachidonico
L'acido arachidonico è un acido grasso poli-insaturo, ovvero che reca nella propria molecola più doppi legami carbonio-carbonio, nello specifico ne possiede quattro tutti di configurazione cis (Z).
L'acido arachidonico è un omega-6 presente nell'organismo umano ed è introdotto con la dieta essendo presente in carni e grassi animali . Si trova raramente e in modiche quantità nei grassi vegetali in particolare nei semi di Araucariaceae. L'olio di arachide, nonostante il nome, non contiene acido arachidonico, ma piante e animali in grado di desaturare gli acidi grassi essenziali lo possono derivare dall'acido linoleico (presente ad esempio nell'olio di canapa o cannabis e nell'olio di semi di girasole). All'interno delle cellule è legato a fosfolipidi di membrana (fosfatidilinositolo, fosfatidilcolina, fosfatidiletanolammina).

## Sintesi e cascata
L'acido arachidonico è liberato dalla molecola di fosfolipide dall'enzima fosfolipasi A2,  restituendo così il monogliceride fosfato e una molecola di acido arachidonico.
Una seconda via, minoritaria, di liberazione dell'acido arachidonico è quella che prevede la scissione del diacil glicerolo fosfato (DAG) precedentemente originatosi dalla scissione del fosfatidil inositolo difosfato PIP2 da parte della proteina Gq.
L'acido arachidonico è un precursore nella sintesi degli eicosanoidi: 
- Attraverso l'azione dell'enzima cicloossigenasi e perossidasi dà origine alla prostaglandina H2, che a sua volta viene trasformata in diverse sostanze tra cui le prostaglandine - coinvolte nei processi infiammatori e in molte funzioni fisiologiche tra cui la protezione della mucosa gastrica - le prostacicline, e i trombossani.
- l'enzima 5-lipoossigenasi lo trasforma in 5-HPETE, che a sua volta è usato per la produzione dei leucotrieni.
- l'acido arachidonico è usato anche nella biosintesi dell'anandamide.

La produzione di questi derivati, e la loro azione nell'organismo, sono nel complesso conosciuti come la cascata dell'acido arachidonico, scoperta da John Vane nel 1971, lavoro che gli ha valso il premio Nobel nel 1982 assieme a Sune Bergström e Bengt Samuelsson.

Sintesi di prostaglandine, prostacicline e trombossani a partire dall'AA